# El Búho (grupo de teatro)
El Búho de Max Aub fue, junto con El teatro del pueblo de Alejandro Casona y La Barraca de Federico García Lorca, uno de los tres grupos de teatro universitario más conocidos de la Segunda República Española, debido en gran medida a la fama internacional de sus directores-dramaturgos.

## El Teatro Universitario durante la II República
La cultura y el acceso a la cultura fueron uno de los ejes principales en la política de la Segunda República. En el marco de las Misiones Pedagógicas creadas por Manuel Bartolomé Cossío y con dirección de Alejandro Casona, se propuso la creación de una compañía, El Teatro del Pueblo, con que acercar la cultura -danza, música, libros y sencillas representaciones teatrales basadas en clásicos del Siglo de Oro- a aquellos pueblos de la "España profunda" donde estas manifestaciones rara vez habían llegado. Para ello Casona empleó una cincuentena de estudiantes universitarios que participaron de manera entregada, altruista y desinteresada.
También con estudiantes universitarios y similar ideal aparecerán otras dos agrupaciones: en 1932 La Barraca en Madrid y en 1934 El Búho, en Valencia, quienes también sacaron su producción de su universidad respectiva para acercarla a pueblos de la península ibérica y norte de África en el primer caso y, en el caso del Búho, por los pueblos de la provincia de Valencia. La diferencia en el radio de acción es de tipo presupuestario ya que La Barraca partió en otoño de 1931 del II Congreso de la Unión Federal de Estudiantes Hispanos (UFEH), que propusieron como directores a García Lorca y a Eduardo Ugarte y contaron con el respaldo por del ministro Fernández de los Ríos, que se había comprometido a llevar la propuesta al Parlamento, lo que aportó una asignación presupuestaria oficial que dio gran espaldarazo al proyecto.  
El Búho, más modesto, nació tras el III Congreso de la Unión Federal de Estudiantes Hispanos que se hizo en Valencia, acto al que asistió y en el que actuó La Barraca. Tal presencia hizo que un grupo de estudiantes decidiese crear un colectivo dirigido por Luis Llana Moret con la misma línea y siguiendo un repertorio similar basado en la obra de los clásicos del Siglo de Oro.

## El Búho y la Guerra Civil
Con dirección de Luis Llana Moret y Eduardo Muñoz Orts, los primeros estrenos fueron El gran teatro del mundo y El juez de los divorcios a los que pronto se sumó con gran éxito Fuenteovejuna.
Tras la sublevación militar, el Búho vivió, entre agosto y noviembre de 1936, su etapa más activa e intensa, con la dirección escénica en manos de Max Aub, que diversifica el repertorio con obras y piezas cortas de autores contemporáneos tales como Valle-Inclán (Ligazón), Alberti (El bazar de la providencia) y el propio Aub (Historia y muerte de Pedro López García). Se trataba, según el joven director, de teatro de circunstancia con una mayor significación política y en muchos casos de claro posicionamiento antifascista. 
Al ser nombrado Max Aub agregado cultural en París, esta tercera etapa del el grupo se hizo más experimental. Asumieron la dirección Manuel Romeo y Francisco Canet, que incorporaron nuevos autores contemporáneos, tanto nacionales (García Lorca, Bodas de Sangre) como internacionales (Maeterlinck, La intrusa). Pero este trabajo no llagaría a ver la luz. Durante el año 37 el número de actuaciones descendió de forma drástica. El Búho realizó sus últimas funciones a principios de 1938.